# 吴旭军
吴旭军（1955年—），安徽桐城人，汉族，中华人民共和国政治人物、第十一届全国人民代表大会安徽地区代表。
毕业于中央党校函授学院本科班经济管理专业，是中共党员。担任安徽宿州市市长。2008年起担任全国人大代表。